# 표언구
표언구(1966년 ~ )는 대한민국의 SBS의 보도본부 기자이다.

## 학력
- 고려대학교 영어영문학과 83학번
- 고려대학교 대학원에서 미국의 사회극 연구로 석사학위 취득
- 공군사관학교 영어과 교관으로 군복무를

3. 경력

## 경력
1996 ~ : SBS 공채 5기 보도본부 입사
사회부와 정치부, 국제부,베이징 특파원 등으로 활약
쓰촨성 대지진 현지 사건 기자
부국장급 기자